# 約束 (相川恵里の曲)
『約束』（やくそく）は、相川恵里の通算6枚目となる最後のシングル。1990年1月12日発売。発売元は東芝EMI（現：ユニバーサルミュージックLLC）。

## 解説
- 1990年（4月1日 - 9月30日）に大阪・鶴見緑地で開催された、国際花と緑の博覧会のテーマソングのうちの一つ（ポップ部門[3]）。歌詞の1番に「花」が、2番に「緑」が入っている。毎日新聞社による歌詞公募作品。
- 作詞した箙真理子は当時東京都在住の主婦[4]。
- 1990年（3月26日 - 4月4日）の、第62回選抜高等学校野球大会（毎日新聞社主催「春の甲子園」）の入場行進曲に採用され[注 3]、相川は同センバツ大会の開会式へ特別ゲストで出演した。
- MEG-CDから2009年10月28日に[5]、復刻販売された（MEGTO-10005）[6]。
- 行進曲ヴァージョン（吹奏楽バージョン）は音源としてリリースされたか不明だが、楽譜は発売された[7]。

## 収録曲
TODT-2462
1. 約束
作詞：箙真理子[2]・補作詞：麻生圭子  作曲：タケカワユキヒデ
2. 雪が降るまえに
作詞・作曲：遠藤京子

## 脚註
注
1. ↑  遠藤京子の自作曲をカバー。
2. ↑  結果的に最後となったもの。アルバムも1989年の2作目『O・T・O・N・A』が最後。その後は女優業を中心に活動している。
3. ↑  1962年大会の「上を向いて歩こう」以降、前年度のヒット曲・流行歌が採用されるのが通例だったが、同曲は例外となった。さらに、同1990年大会から3年後の1993年大会の大会行進曲も前年ヒット・流行曲を採用せず、同大会からセンバツ高校野球の新大会歌（3代目）となった「今ありて」が使用された。

出典
1. 1 2  作品INDEX - 船山基紀オフィシャルウェブサイト
2. 1 2  センバツ高校野球大会 入場行進曲一覧 - 毎日新聞
3. 1 2  相川恵里 約束 - goo 音楽
4. ↑  「関西トレンディ──花博ソング花ざかり、音頭もあれば、ロックもある」『日本経済新聞』1990年3月3日付大阪夕刊、30頁。
5. ↑  相川恵里 - MEG-CD
6. ↑  相川恵里 約束 - MEG-CD
7. ↑  商品番号：QM-30 約束（相川恵里,行進曲ヴァージョン）【オンデマンド】 - ミュージックエイト